# لوكاس عمر رودريغيز باغانو
لوكاس عمر رودريغيز باغانو (بالإسبانية: Lucas Omar Rodríguez Pagano)‏ (22 أبريل 1980 ببوينس آيرس في الأرجنتين - ) هو لاعب كرة قدم أرجنتيني في مركز الدفاع. لعب مع أولمبياكوس نيقوسيا وأوليمبو وتشاكاريتا جيونيورز وتيرو فيديرال وفورتونا كولن وفيرو كاريل أويستي ونادي كورينثيانز ونادي ليبرتاد ويونيون دي سانتا في وديبورتيفو مورون ‏ وIndependiente Rivadavia ‏ وClub Atlético Temperley ‏ ونادي أتليتيكو سان تيلمو.

## وصلات خارجية
- لوكاس عمر رودريغيز باغانو على موقع قاعدة بيانات كرة القدم.إي يو (الإنجليزية)